# Marischa Burckhardt
Marischa Burckhardt (* 19. Februar 1927 in Dresden; † 29. August 2018 in Basel) war eine Schweizer bildende Künstlerin, Journalistin und Gestalterin. Ihr Werk umfasst Fotografie, Assemblagen, Reliefs, Installationen, Land Art, Konzeptkunst, Objektkunst, Kunst am Bau und Malerei.

## Leben und Werk
Marischa war eine Tochter des Chemikers Andreas Ruperti (1897–1987) und der Künstlerin Madja Ruperti, geborene van Rijckevorselwar. Diese emigrierten von Moskau nach Dresden wo Marischa und ihr Bruder Johannes (Wanja), genannt Ivan (1924–2021) zur Welt kamen. Ihre jüngere Schwester und spätere Malerin Karin wurde 1928 in Hawkesbury geboren. Ihr Schwager war der Grafiker und cR Werbeagentur Gründer Jürg Schaub. 
1929 siedelte die Familie nach Basel. 1935 erhielten sie das Schweizer Bürgerrecht. Bis zum Ausbruch des Zweiten Weltkrieges hielt sich Marischa mit ihrer Familie oft auf dem Grossväterlichen Gutshof Schackenhof in Westpreussen auf. Ab 1937 lebte die Familie in Arlesheim. Marischa war seit 1948 mit Lukas Burckhardt verheiratet. Sie sind die Eltern von Stephan (* 1949) und Ariane (* 1953).
Als ihr Bruder Ivan 1958 in Zürich die Werbeagentur Ruperti AG gründete, arbeitete sie für ihn als freie Mitarbeiterin, Fotografin und Gestalterin. Zudem war sie bis 1972 als freie Journalistin und Texterin tätig.
Marischa schuf anfänglich Reliefs aus selbstgefärbten Stoffen sowie Papierarbeiten und Kleinskulpturen aus diversen Materialien u. a. mit angeschwemmten Gegenständen, die sie am Rheinufer fand.
Während ihrer ausgedehnten Reisen u. a. nach Lanzarote, Ägypten, Schottland, Australien und in die USA schuf sie Land-Art-Installationen aus Eisen, Stahl und Drahtnetzen. So entstanden u. a. „Wüstenzeichen“ in den Wüstenlandschaften von Australien und Afrika. Diese als mystisch erlebten Momente dokumentierte sie fotografisch und filmisch. In Ergänzung zur Fotografie schuf sie Aluminiumtafeln in seriellen Folgen, die sie mit Ölfarben übermalte. So entstanden Serien u. a. über New York, Venedig und San Francisco on My Mind.  Der Hauptteil ihres Oeuvres besteht jedoch aus gemalten, abstrakten Bildern und Collagen.
Marischa war Mitglied der Sektion Basel der GSMBA und erhielt 1977, 1980 und 1982 je einen Preis vom Kunstkredit Basel-Stadt. Von 1984 bis 1998 erschienen mehrere ihrer Bildbeiträge im Magazin der Basler Zeitung.
Marischa vermittelt im 2010 erschienenen Buch KUNSTgeschichte. Ein Zeitdokument einen umfassenden Einblick in ihr Dasein. So schreibt sie u. a. über ihre zahlreichen freundschaftlichen Verbindungen zu anderen Kunstschaffenden wie zu Jean Dubuffet, Jean Tinguely, Niki de Saint Phalle, Robert Ryman, Mark Tobey, Alan Charlton, Richard Long, Agnes Martin, Rudy Burckhardt, Walter de Maria, Joel Fisher, Joseph Marioni, Alex Katz und Roger Ackling. Deren Werke sie auch selber erwarb.
Die abenteuerliche und weitverzweigte Familiengeschichte wurde von ihrem Vater Andreas Ruperti schriftlich festgehalten. Ihr Bruder Ivan hat diese und andere Erinnerungen von Familienangehörigen auf der Website publiziert.